# Рай, Джу Ману
Джу Ману Рай (1983, округ Сарлахи, Джанакпур, Непал) — непальский футболист, нападающий клуба «Махендра Полис Клаб» из Катманду и сборной Непала.

## Карьера

### Клубная
Воспитанник клуба «Бойз Юнион». Профессиональную карьеру начал в клубе из Катманду «Махендра Полис Клаб», за который выступает по сей день.

### В сборной
В составе главной национальной сборной Непала дебютировал 4 апреля 2006 года в матче проходившего в Бангладеш Кубка вызова АФК против сборной Брунея, в той игре непальцы потерпели поражение со счётом 1:2.